# Alexandra Trusovová
Alexandra Vjačeslavovna Ignatovová (rodným jménem Trusovová, rusky Александра Вячеславовна Трусова; * 23. června 2004 Rjazaň) je ruská krasobruslařka. K lednu 2022 byla umístěna na 2. příčce světového žebříčku Mezinárodní bruslařské unie v kategorii žen. V současnosti trénuje v Moskvě jako součást krasobruslařského týmu Svetlana Sokolovskaye, ke které přestoupila po trénování u Eteri Tutberidze v sezóně 2021/2022.
Krasobruslení se věnuje od 4 let. Jejím prvním velkým závodem bylo juniorské mistrovství Ruska v roce 2017, kde skončila čtvrtá. V roce 2018 se stala historiky nejmladší vítězkou mistrovství světa juniorů v krasobruslení a v následujícím roce titul obhájila. Vyhrála také finále ISU Junior Grand Prix sezóny 2017/18 a titul juniorské mistryně Ruska v letech 2018 a 2019. Po postupu do seniorské kategorie vyhrála Nepelův memoriál 2019, byla třetí na mistrovství Evropy v krasobruslení 2020 a mistrovství světa v krasobruslení 2021, na podzim 2021 vyhrála na US International Figure Skating Classic a událost Grand Prix 2021 Skate America.
Trusovová je známá především pro svůj arsenál čtverných skoků, který zatím mezi ostatními krasobruslařkami světa nemá konkurenci. Je první a současně jedinou krasobruslařkou soutěžící se čtyřmi druhy čtverných skoků: čtverný toeloop, čtverný lutz, čtverný flip a čtverný salchow. První tři druhy navíc skočila v soutěži jako vůbec první žena v historii, poslední z uvedených jako druhá. Zároveň jako první skočila kombinaci čtverného a trojitého skoku a postupně také jako první skočila dva, tři a čtyři čtverné skoky během jedné jízdy. Na předsezónních testovacích jízdách v Čeljabinsku v září 2021 jako první žena v historii předvedla 5 čtverných skoků v jedné jízdě.
Jejím osobním rekordem v součtu krátkého programu a volné jízdy je 241,02 bodů, které získala na 2019 Skate Canada. Na této soutěži zároveň stanovila v kategorii žen světový rekord 166,62 bodů za volnou jízdu, který byl překonán až po dvou letech Kamilou Valijevovou. V technických elementech získala za tuto jízdu rekordních 100,20 bodů, čímž jako první žena na světě překonala hranici 100 bodů v tomto hodnocení.

## Novináři vnímají Trusovovou rozporuplně aneb Uznání, řev a slzy
Novinářky Gabrielle Tétrault-Farberová a Parniyan Zemaryalaiová zmínily neskutečné psychické vypětí, kterému čelila Trusovová při své účasti na Zimních olympijských hrách 2022 v čínském Pekingu. Při soutěži jednotlivkyň získala Trusovová druhé místo, i když předvedla nejvíce čtverných skoků ze všech soutěžících žen. Analytici Johnny Weir a Tara Lipinskiová z televizní stanice NBC spekulovali, že Trusovová nevyhrála kvůli nedostatku uměleckosti v jejich vystoupeních na olympiádě. Trusovová reagovala na soutěžní výsledky hysterickým křikem a slovy: „Všichni mají zlaté medaile, všichni kromě mě. Nenávidím každého, nenávidím tenhle sport. Už nikdy nebudu bruslit. Nikdy! Takhle to nebudu dělat dál.“